# Belén Funes
Belén Funes (Barcelona, 1984) es una directora cinematográfica española.
Creció en Ripollet y, tras estudiar cine y audiovisuales en ESCAC y hacer un master de guion en Cuba, en la escuela de San Antonio de los Baños, se dedicó durante unos años a trabajar de ayudante de dirección en películas como Blog, Mientras duermes, Rec 3: Genesis, Tengo ganas de ti y Animals. Empezó a trabajar de script en flms como Tots volem el millor per a ella y El niño. El 2015 dirigió Sara a la fuga, ganador de la Biznaga de Plata al Mejor Cortometraje en el Festival de Málaga. La Inútil, su segundo cortometraje, ganó 5 premios en el Festival de Medina del Campo y fue nominado en los premios Gaudí.
Su ópera prima, La hija de un ladrón, se estrenó en la 67 edición del Festival Internacional de Cine de San Sebastián, alzándose con el premio a la Mejor Interpretación Femenina para su protagonista, Greta Fernández. El estreno en cines fue el 29 de noviembre de 2019.
El 2020, ganó con La hija de un ladrón tres premios Gaudí: mejor película en lengua no catalana, mejor dirección y mejor guion, compartido con Marçal Cebrián, que también es su pareja. Pocos días después ganó el Premio Goya a la Mejor dirección novel.

## Filmografía
- Los Tortuga (2024)
- La hija de un ladrón (2019)
- La inútil (2016) (Cortometraje)
- Sara a la fuga (2015) (Cortometraje)